# 아래적
아래적(我來賊)은 조선 시대에 살았다고 알려진 도둑으로 실존 여부는 확실치 않다. 장한종(張漢宗)이 지은 《어수신화》(禦睡新話)에 나온다. 중국 송나라 때 심숙이 쓴《해사(諧史)》에 쓰인 도적 아래야(我來也)의 이야기를 번안한 것으로 보고 있다.
어떤 물건을 훔치고 나면 반드시 我來(아래, ‘나 왔다 간다.’라는 뜻이다.)라고 글을 남겼기 때문에 아래적이라는 이름이 붙었다. 혼자 활동하며, 반드시 자신의 자취를 남기거나 눈만 드러내는 상태로 얼굴 전체를 숨기는 검은 복면이나 눈썹 없이 평범한 눈매를 지닌 인피면구로 항상 맨얼굴을 숨기고 다니기 때문에 일지매와 자주 비교된다. 그러나 일지매와는 달리 의적은 아니며, 포도청에 잡히기도(나중에 탈주) 했다.

## 같이 보기
- 일지매
- 지라이야

## 참고 자료
- 강명관 (2004년 1월 5일). 〈모이면 도적이 되고 흩어지면 백성이 된다 | 군도와 땡추〉. 《조선의 뒷골목 풍경》 초 12쇄판. 서울: 푸른역사. ISBN 89-87787-74-5. |장=에 지움 문자가 있음(위치 24) (도움말)